# Plagiosetum
Plagiosetum là một chi thực vật có hoa trong họ Hòa thảo (Poaceae).

## Loài
Chi Plagiosetum gồm các loài: